# Ibelin Helvis

Az Ibelin-címer

Ibelin Helvis (1178 után – 1216 június 1. előtt) Ibelin Balian és Komnéna Mária volt jeruzsálemi királyné lánya, az Ibelin nemzetség tagja, első és második férje révén is Szidón úrnője.

## Élete
Anyja Amalrik jeruzsálemi király özvegye, így Helvis I. Izabella jeruzsálemi királynő féltestvére. Négyen voltak édestestvérek, és noha születésük sorrendje bizonytalan, a Lignages d’Outremer krónikából az olvasható ki, hogy ő lehetett az idősebbik lány és talán a legidősebb gyermek is. Anyai nagyszülei Komnénosz Ióannész Dukasz, II. Ióannész bizánci császár unokája és Taronitész Mária, apai nagyszülei Ibelin Bariszan és Ramlai Helvis.
Édestestvérei: I. Ibelin János bejrúti úr, Ibelin Margit és Ibelin Fülöp ciprusi régens.
Gyermekkorát Nábluszban és Jeruzsálemben töltötte, de Jeruzsálem 1187-es ostroma idején Szaladin engedélyezte, hogy anyjuk a testvéreivel együtt Tripoliszba vigye őket. Apja, Balian Jeruzsálemben maradt, a város védelmét irányította, majd a megadás után csatlakozott családjához. Tripoliszból hamarosan Türoszba költöztek, ahol az Ibelinek befolyásos támogatói lettek Montferrati Konrád trónigényének. Konrád 1190 novemberében feleségül vette Helvis féltestvérét, Izabella királynőt.

## Első házassága
1190-ben ment férjhez apja régi fegyvertársához, Szidóni Rajnaldhoz, aki nem sokkal korábban szabadult Szaladin fogságából. Rajnald több mint negyven évvel volt idősebb nála. Gyermekeik:
- Ágnes (ez bizonytalan, lehet, hogy ő Rajnald korábbi feleségétől, Courtenay Ágnestől származott), Saint Omer-i Ralfhoz, Galilea fejedelméhez ment nőül[5]
- Eufémia, Ralf fivéréhez, Saint Omer-i Odóhoz ment nőül
- Balian, Szidón ura, Rajnald utóda

Rajnald 1202-ben meghalt, és Helvis özvegyen maradt.

## Második házassága
1204-ben férjhez ment Montforti Guidóhoz. Gyermekeik:
- Montforti Fülöp türoszi úr
- Pernelle, apácának állt a párizsi Szent Antal-kolostorban

Házasságuknak Helvis halála vetett véget.